# Malgré-nous

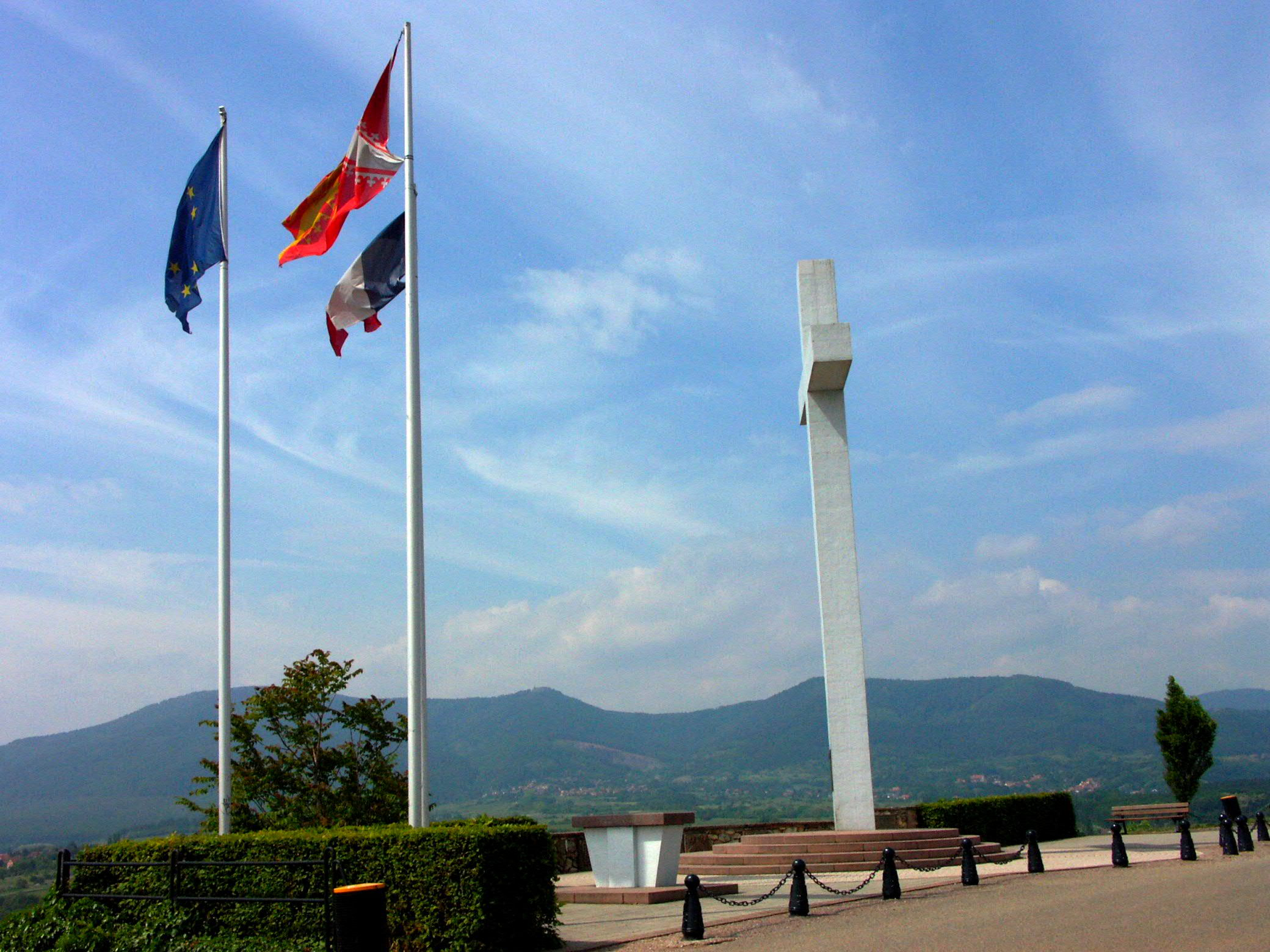
Monument ter ere van de Malgré-Nous bij Obernai.

De omschrijving malgré-nous (letterlijk vertaald 'ondanks onszelf' of 'tegen onze wil') wordt gebruikt voor de Franse burgers afkomstig uit de Elzas en het departement Moezel in Lotharingen die na de annexatie van deze gebieden door nazi-Duitsland tijdens de Tweede Wereldoorlog vanaf 25 augustus 1942 door de plaatselijke gouwleider Robert Wagner gedwongen werden dienst te nemen in de Wehrmacht, de Luftwaffe, de Kriegsmarine, of de Waffen-SS. In totaal ging het om ongeveer 130.000 personen (100.000 uit de Elzas, 30.000 uit de Moezel) van wie ongeveer 30% het leven liet.  
Na afloop van de oorlog zou het nog tot midden jaren vijftig duren vooraleer de laatsten onder hen, die in de Sovjet-Unie als krijgsgevangenen verbleven, vrijkwamen. In eigen land werden ze gezien als verraders en overlopers terwijl ze meestal geen andere keus hadden gehad. Sommigen liepen tijdens de oorlog over naar de maquis of vluchtten naar Zwitserland met het risico dat hun familie zware repressiemaatregelen opgelegd zou krijgen. Om die reden bleef de meerderheid van hen toch in het Duitse leger. 
In 2010 kregen de Malgré-nous erkenning van de Franse president Sarkozy en in december 2024, tachtig jaar na de bevrijding van de Elzas, liet president Macron hun verhaal opnemen in het curriculum van het middelbaar onderwijs.